# Orthonama olivacea
Orthonama obstipata là một loài bướm đêm trong họ Geometridae.

## Hình ảnh

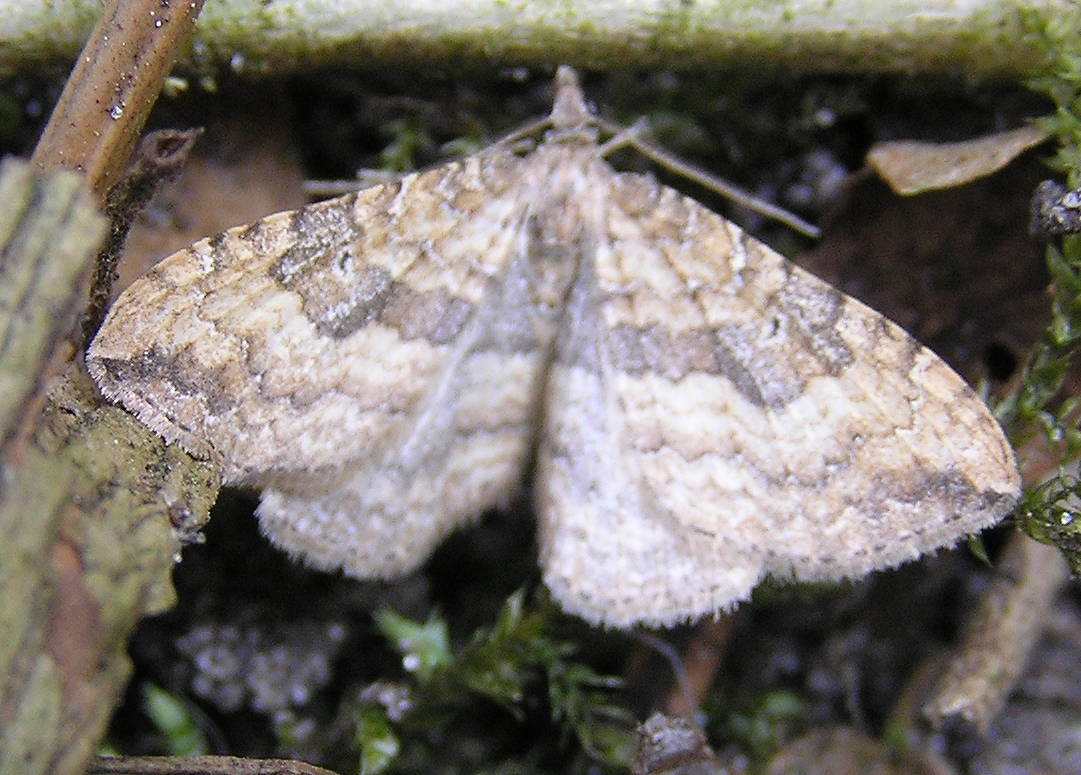
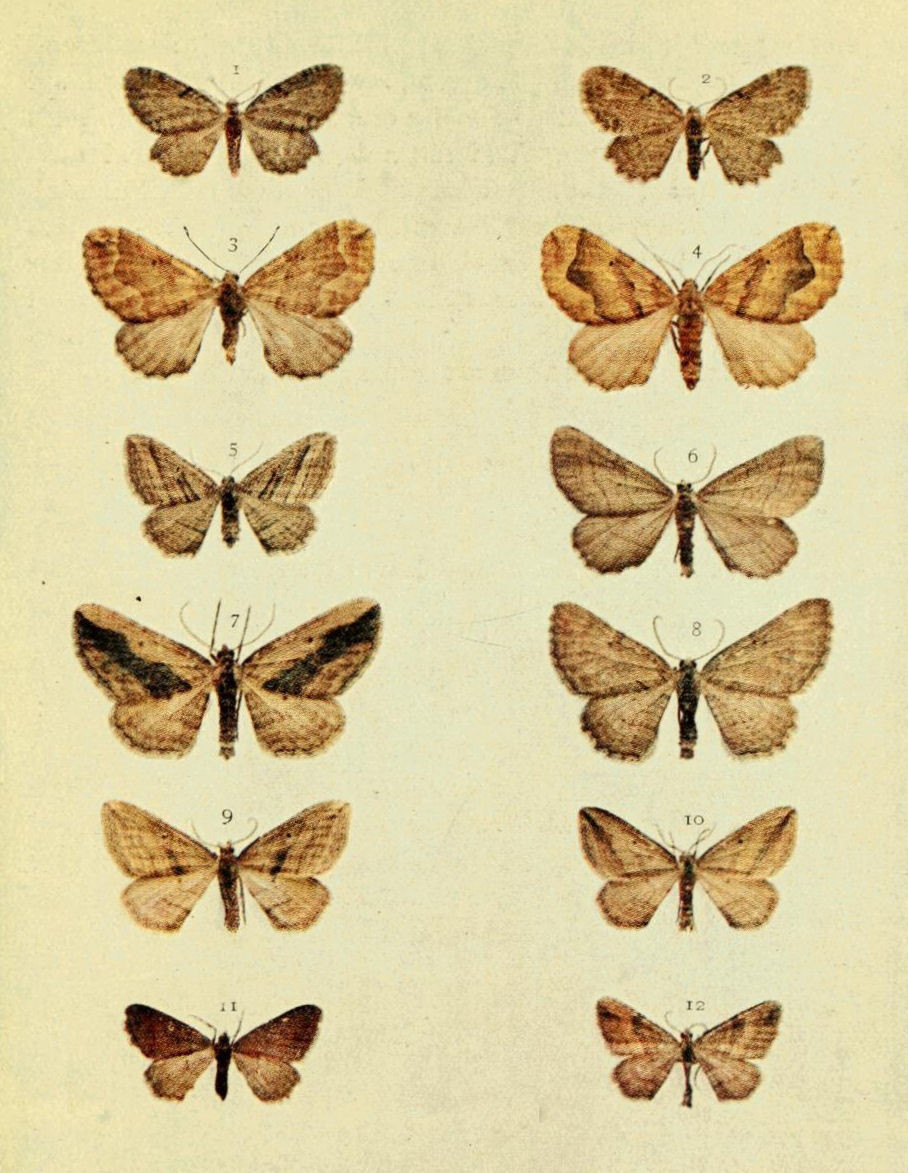

- Tập tin:Tập